# Talaba ibne Salama Alamili
Talaba ibne Salama Alamili (em árabe: ثعلبة بن سلامة العاملي‎; romaniz.: Thalaba ibn Salama al-Amili) foi uale do Alandalus de 741 a 742.